# Isturgia nigrescens
Isturgia nigrescens là một loài bướm đêm trong họ Geometridae.